# MC-Folket
MC-Folket var 2009 Sveriges största motorcykeltidning enligt Tidningsstatistik AB och delas ut till alla medlemmar i Sveriges Motorcyklister. Innehållet är en blandning av tester, resereportage, personporträtt, nyheter, evenemang, annonser, m.m. MC-Folket utkommer med 8 nummer per år och har en TS-kontrollerad upplaga på 57 500 exemplar (2022).
Från starten hette tidningen SMC-bladet. Under 1980 utlyste SMC:s styrelse en tävling där medlemmarna fick komma in med förslag på namn på tidningen. MC-Folket var ett förslag, Motorcyklisten ett annat. Någon föreslog namnet Svenska Motorcykel Magasinet, en annan Vi som kör MC, en föreslog Vi Motorcyklister och någon föreslog MC-schysst.
De tre bästa förslagen rangordnades med MC-Folket som nummer ett, Motorcyklisten blev två och nummer tre blev Vi Motorcyklister.  